# Hallmark Mystery
Hallmark Mystery (precedentemente nota come Hallmark Movies & Mysteries e Hallmark Movie Channel, ma nota anche come HMM) è un canale televisivo statunitense di proprietà della Crown Media Holdings. Il canale è stato scorporato dalla rete sorella Hallmark Channel ed è incentrato su film per le famiglie e un numero limitato di film thriller e serie televisive del mistero.
A partire da febbraio 2015, Hallmark Movies & Mysteries è disponibile per circa 55.827.000 famiglie di televisori a pagamento (il 48% delle famiglie con televisione) negli Stati Uniti.

## Programmazione
Il canale presenta film e miniserie mystery, western e per famiglie, principalmente dalla libreria Hallmark Channel, in particolare film originali che erano stati proiettati in precedenza su Hallmark Channel. Il canale presenta anche un piccolo numero di film di Hallmark Hall of Fame, Walt Disney Pictures e Touchstone Pictures. Hallmark Movie Channel trasmette anche la serie di film di McBride, Lezioni di giallo, Jane Doe e La libreria del mistero, nonché i successivi film realizzati per la TV di Perry Mason e Matlock dopo la fine di quelle serie. A novembre e dicembre, come Hallmark Channel, il suo programma include tutti i film di Natale.

Logo di Hallmark Movie Channel (2004–2014)

Il primo film originale in anteprima sul canale è stato La principessa e la magia del drago il 2 aprile 2008.  Nel luglio 2010, il canale ha iniziato a trasmettere in onda serie televisive programmate. Queste serie includono attualmente La signora in giallo, Matlock, The Good Wife, Cuore e batticuore e Perry Mason.
- "Mystery Wheel" è una serie di film iniziata nel 2015 dopo il rebranding del canale. Le serie di film originali erano Garage Sale Mystery, Gourmet Detective[3] e Murder, She Baked basati sulle serie di Hannah Swensen Mystery di Joanne Fluke.[4]